# Mill Hill East metróállomás
A Mill Hill East a londoni metró egyik állomása a 4-es zónában, a Northern line érinti. Az 1 vágányos állomásról ingavonatok közlekednek a szomszédos Finchley Central állomásra, csúcsidőszakban tovább a belváros felé is.

## Története
Az állomást 1867. augusztus 22-én adták át a Great Northern Railway részeként Mill Hill néven, napjainkban a Northern line része. 1928. március 1-jén kapta mai nevét

## Forgalom
| Járat | Útvonal                                                                              | Gyakoriság    |
| ----- | ------------------------------------------------------------------------------------ | ------------- |
|       | Mill Hill East – Finchley Central (– csúcsidőben tovább Morden vagy Kennington felé) | 15 percenként |

## Átszállási kapcsolatok
| Állomás        | Átszállási kapcsolatok        |
| -------------- | ----------------------------- |
| Mill Hill East | Helyi buszok (Mill Hill East) |

## Fordítás
- Ez a szócikk részben vagy egészben  a   Mill Hill East tube station című angol Wikipédia-szócikk fordításán alapul.  Az eredeti cikk szerkesztőit annak laptörténete sorolja fel. Ez a jelzés csupán a megfogalmazás eredetét és a szerzői jogokat jelzi, nem szolgál a cikkben szereplő információk forrásmegjelöléseként.